# Ellen Feldmann
Ellen Amalie Jacobine Feldmann, född den 16 januari 1888, död den 8 januari 1969, var en dansk skådespelare som medverkade i ett mindre antal stum- och ljudfilmer.

## Filmografi
- 1911 – Svarta drömmen [2]
- 1912 – Blodets Baand
- 1912 – Menneskejægere
- 1942 – Mellan fyra män
- 1947 – När katten är borta